# Puccinia circaeae
Puccinia circaeae är en svampart som beskrevs av Pers. 1794. Puccinia circaeae ingår i släktet Puccinia och familjen Pucciniaceae.   Inga underarter finns listade i Catalogue of Life.